# Shakira Caine

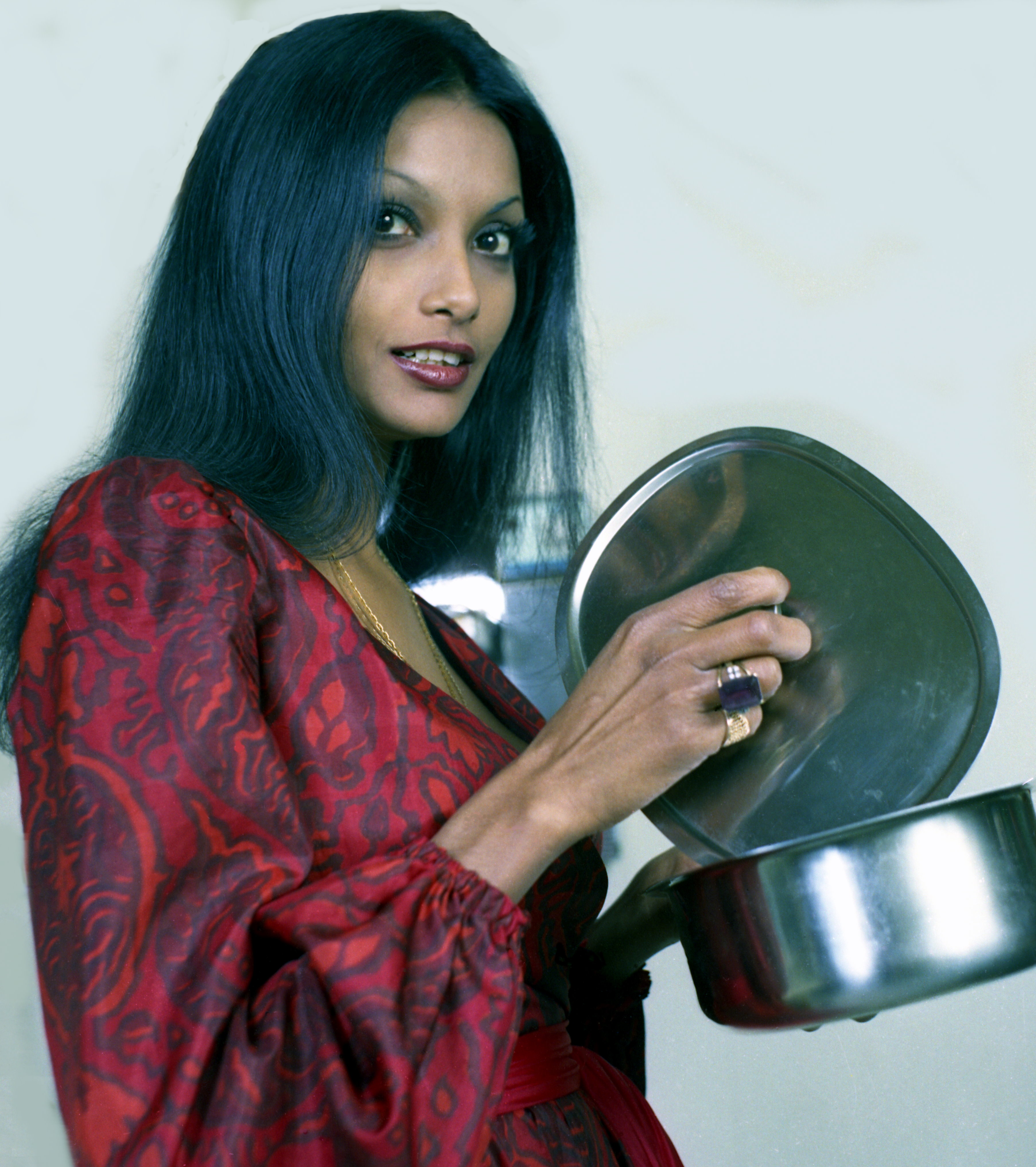
Shakira Caine (1974)

Shakira Caine, geb. Baksh (* 23. Februar 1947 in St. Cuthbert’s Mission, Britisch-Guayana; auch als Shakira und Lady Micklewhite bekannt) ist ein ehemaliges guyanisch-britisches Model und Ehefrau des Schauspielers Sir Michael Caine.

## Leben
Shakira Caine wurde in Britisch-Guayana als Tochter einer Schneiderin geboren und wuchs dort auf. Nach dem Willen ihrer Mutter sollte sie in deren Fußstapfen treten und später Modedesignerin werden.
Ende der 1960er Jahre arbeitete Shakira Baksh als Sekretärin. Ihr Chef bot ihr an, beim Wettbewerb zur Miss Guyana mitzumachen, den sie dann auch gewann. 1967, mit 19 Jahren, belegte sie in London bei der Wahl zur Miss World den dritten Platz. Sie blieb in London, um als Model Karriere zu machen. Als Michael Caine sie in einem Werbespot für Maxwell-House-Kaffee sah, war es Liebe auf den ersten Blick. Er bezeichnete sie als schönste Frau, die er je gesehen hatte. Shakira Baksh und Michael Caine wurden ein Paar und heirateten am 8. Januar 1973 in Las Vegas. Sie haben eine gemeinsame Tochter und sind bis heute verheiratet.
Shakira Caine spielte in den 1970er Jahren als Nebendarstellerin in einigen Filmen mit, darunter Der Mann, der König sein wollte, in dem auch Michael Caine mitspielte. Außerdem war sie in zwei Folgen der Science-Fiction-Serie UFO zu sehen.

## Filmografie (Auswahl)
- 1975: Der Mann, der König sein wollte (The Man Who Would Be King)